# Condado de Talbot (Maryland)
O Condado de Talbot é um dos 23 condados do Estado americano de Maryland. A sede do condado é Easton, e sua maior cidade é Easton. O condado possui uma área de 1 235 km² (dos quais 538 km² estão cobertos por água), uma população de 33 812 habitantes, e uma densidade populacional de 49 hab/km² (segundo o censo nacional de 2000). O condado foi fundado em 1661.